# Crannóg im Loch of Wasbister

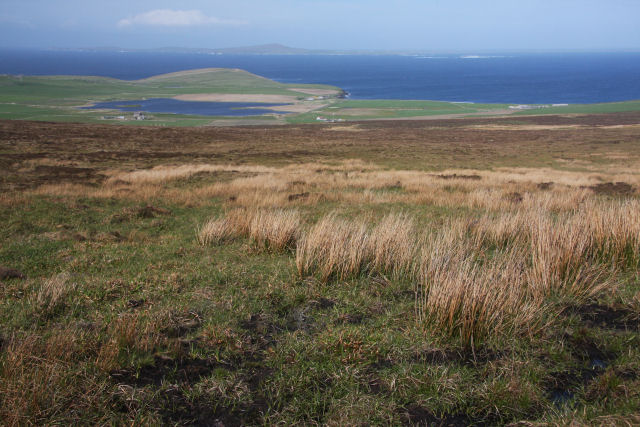
Loch of Wasbister im Hintergrund

Der Crannóg im Loch of Wasbister auf der Orkneyinsel Rousay in Schottland wurde 2004 vorläufig untersucht. Es gibt eine zweite Insel im See, bei der es sich ebenfalls um einen Crannóg handeln soll.
Die Burrian (der Name kommt öfter vor, z. B. Broch von Burrian, und bezeichnet stets eisenzeitliche Anlagen) genannte künstliche Insel besitzt eine große ummauerte, am Rand verlaufende Einhegung unbekannten Datums, die durch eine Quermauer in zwei Bereiche geteilt wird. Der größere der beiden Teile ist durch ein Pracht-Himbeeren-Gestrüpp völlig überwuchert. Der kleinere Teil im Westen ist etwa trapezförmig und weniger stark überwachsen.
Die Insel wurde unter Wasser von Tauchern untersucht. Der Rand hat durch Steine ein weitgehend artifizielles Aussehen. Die Platten stammen aus der Gegend, aber es gab unter Wasser keinen systematischen Aufbau. Direkt über der Wasserlinie gibt es am Rand der Insel Stellen, wo ein Mauerwerk erkannt werden konnte, und es ist wahrscheinlich, dass viele der Platten im Wasser von dieser Mauer stammen. Das Niveau im See ist heute höher als in der Vergangenheit. Ein Bereich, in dem Steine in situ zu sehen waren, betraf die Überreste eines beachtlichen Dammes, der an das Westufer des Sees führt. Er ist im Aussehen dem Damm im Loch of Stenness bemerkenswert ähnlich und besteht aus großen Steinplatten. Er endet, kurz bevor er das Ufer erreicht.
Vom See führt auf der Ostseite ein Damm zum nahe gelegenen Meer. Luftbilder zeigen im seichten Wasser der Küste, wo der Damm endet, eine Reihe von Strukturen.

## Kontext
Der Wasdale Crannóg auf Rousay ist der bestuntersuchte Crannóg der Orkney. Hier wurden Häuser aus der piktischen Periode entdeckt. Ein weiteres Beispiel ist der im St Tredwell Loch auf Papa Westray gefundene mit der St Tredwell’s Chapel.